# クリスマスリース

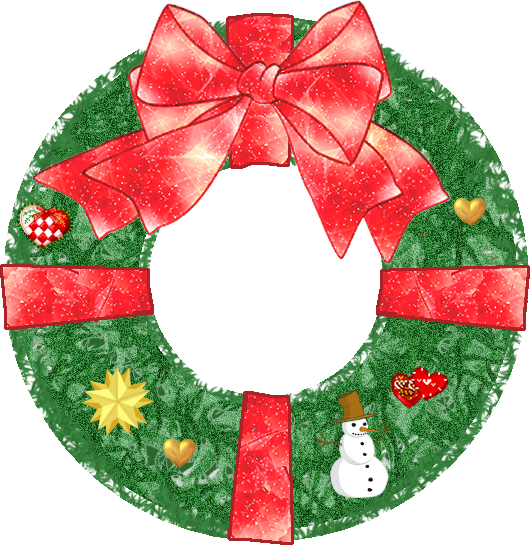
クリスマスリースのイラスト

クリスマスリース（英語: Christmas Wreath）は、クリスマス時期に家庭の戸口に飾られるリース（輪状の装飾品）。主にセイヨウヒイラギやモミなどの常緑樹の葉、松かさ、ベル、リボンなどで輪状の装飾を作り、戸口（扉）に飾るもの。

## 概要

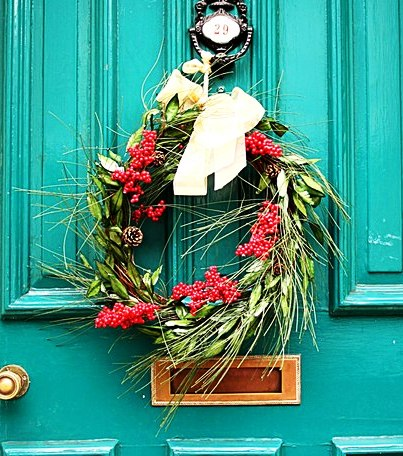
ドアに飾り付けられたクリスマスリース

植物の蔓を環状に編んで土台とし、常緑樹であるセイヨウヒイラギ、マツ、モミ、ゲッケイジュ、セイヨウキヅタ、スギなどでの葉で覆い、輪の形にして飾る。輪の飾りの上部には、セイヨウヒイラギの赤い実やベル、赤いリボン、木の実、松かさなどを飾る。他に鈴、花、クリスマスボール、ブドウやリンゴを飾ることもある。中にはハート型のものもある。
生花やプリザーブドフラワーでアレンジすることもある。きらきらと光る素材の他、ドライフルーツなどの自然素材を装飾に施すことも人気である。ドライフラワーや木の実で美しく飾った物も見られる。珍しいところとしては、パッチワークを用いたり、パスタに色を塗って作った物、乾電池式のLEDライトで光る物などもある。
クリスマスリースの製作は一般家庭でも、クリスマス前の楽しみなイベントの一つになっている。クリスマス気分を盛り上げると共に、インテリアとしても活躍している。
かつては北アメリカでよく見られた風習だが、後にはイギリスでも見られるようになっている。これは、アメリカ映画の影響と考えられている。

## 由来
クリスマスリースの由来は諸説あるが、一般的には古代ローマ時代からとされており、以下の説が唱えられている。
- 古代ローマでは12月31日から1月4日までを新年の祝賀とし、様々な贈り物を交換する風習があり、本来は常緑樹の枝を贈っていた。1年を通じてみずみずしい緑の枝を贈る行為に、相手の健康を願う思いを込めたものであり、贈り物に付加価値をつけるため、枝を折り曲げて輪状にすることが流行した。こうした願いを込めた物を贈られたことを示すため、新年の家内健康の祈願を兼ねて、ローマ人たちが貰った輪を家の戸口に飾ったことが由来[8]。

- 古代ローマ時代には収穫祭の装飾にセイヨウヒイラギが用いられており[10][11]、セイヨウヒイラギ（English holly）がクリスマスの聖（holy）の意と結びつき、その日をこの木で飾ることになった[10]。

- リースは本来、祭事や結婚式などの特別な行事の装飾であり、4世紀の頃にローマ皇帝がキリスト教を国教としたことから、キリスト教徒にローマの風習が広まり、リースを飾るという文化とキリスト教の文化が混ざり、クリスマスでもリースが飾られるようになった[4][7]。

なお、クリスマスのグッズとしての歴史は比較的浅く、クリスマス専用のリースが飾られるようになったのは、19世紀の初め頃とも言われている。

## 意味
クリスマスリースを玄関に飾るのは、魔除け、豊作祈願、新たな年と平安と繁栄祈願の飾りと言われている。「輪」は永遠を意味し、永遠に続く神の愛を象徴、永遠の幸福への願い、新年の幸福の祈願を意味するともいう。

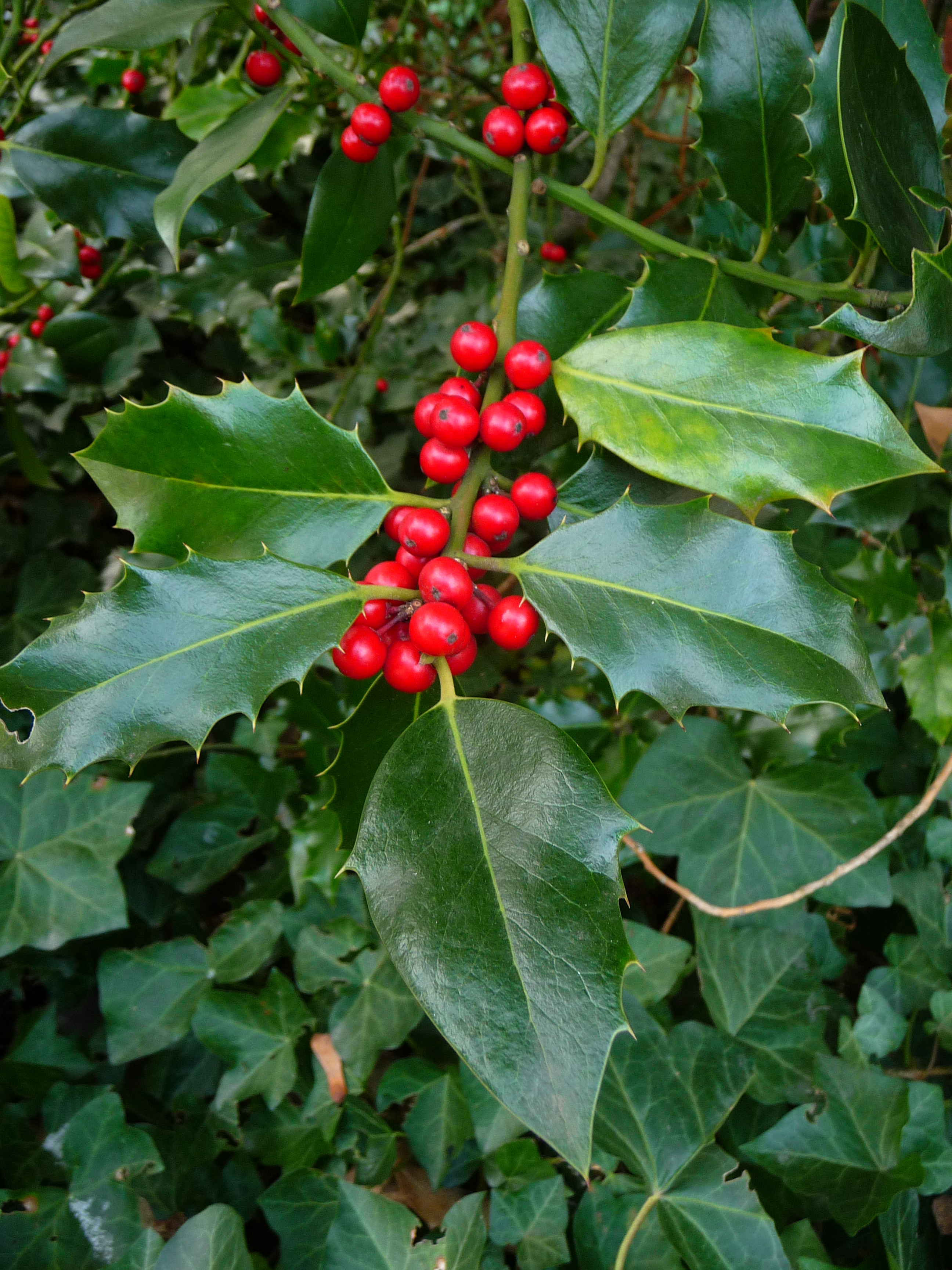
セイヨウヒイラギの葉と実

リースに使われる様々な素材にも、その一つ一つに願いが込められている。セイヨウヒイラギは、冬季にも緑の葉と赤い実をつけることから不死の象徴と考えられ、これを飾る家は守られ、住人には幸運と長寿がもたらされると考えられている。その特徴的な鋭利な葉は、魔女や悪魔、悪霊を刺して撃退するとも考えられ、魔除けを意味する。この葉はキリスト教においては、磔刑にされたイエス・キリストの茨の冠を現すとされ、イエスの受難を意味しているといわれている。赤い実は、茨が皮膚を貫いたときに珠となって落ちたイエスの血、即ち死に至る愛、または赤い涙と考えられている。
モミ、セイヨウヒイラギ、スギなどの常緑樹の葉は、殺菌効果や抗菌作用を持つとされ、殺菌効果のあるモミを使うことで、無病息災の願いが込められているとも言われている。特にマツは常緑樹として、不滅性、不老長寿、豊穣多産の象徴として、古来よりめでたい木とされていた。古代オリエントでは、マツに変じたアッチスという豊穣神が崇拝されていたことから、マツの枝と松かさは豊穣多産の象徴として、各国で飾り物となっている。また、これらの常緑樹は常に緑色の葉を茂らせることから、豊作物の繁栄を意味し、魔除けをも意味している。
リースについている飾りの松かさやブドウ、リンゴなども、豊作物の繁栄を意味しており、その年の豊作に感謝すると共に、翌年の豊作を祈願するために使われる。ブドウはイエスの象徴、リンゴは神への供え物との説もある。ベルも音が鳴ることから、魔除けの効果を持つと考えられている。
色とりどりのリースがあるが、その色にも意味がある。緑は永遠の命、永遠の愛、農作物の成長、赤はイエスの血や涙、愛、太陽の炎と生命力、白は純潔、純粋な心、雪、金と銀は希望や富などといわれる。常緑樹の緑、赤い実、雪の白はいわゆるクリスマスカラーと呼ばれる3色であり、セイヨウヒイラギの葉の緑と実の赤は12月の色でもある。

## 時期

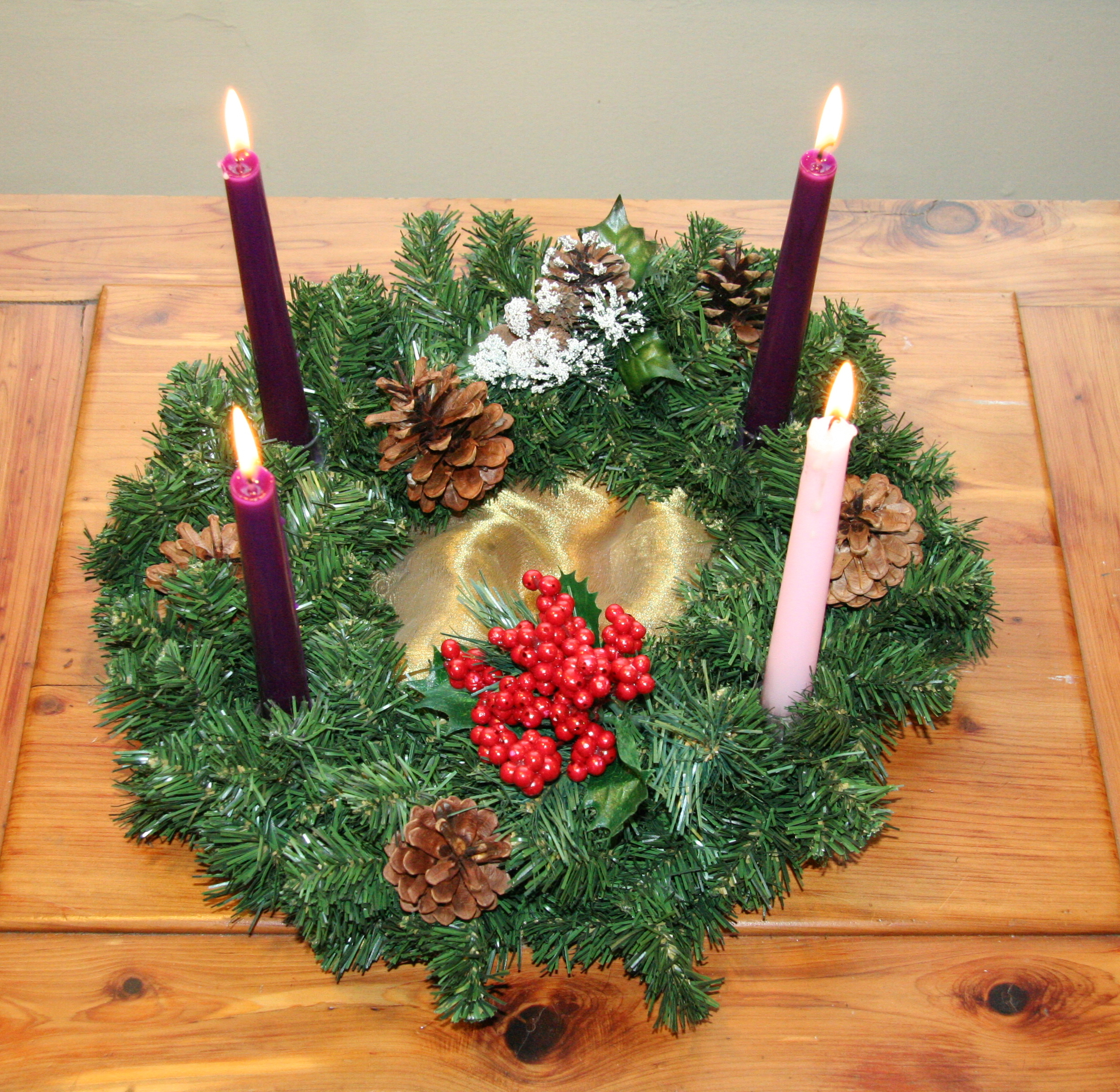
アドベントリース

クリスマスリースを飾る時期は、ヨーロッパなどでは、クリスマスの4週間前（11月30日に一番近い日曜日）から1月6日の「イエスが神の子として人間の前に現れた日」（公現日）までという説、2月2日の聖燭祭までという説がある。
このクリスマスの4週間前の時期を「アドベント」（待降節）と呼び、イエスの降誕を待ち望む期間を意味しており、これに関連してアドベントリースというリースもある。
日本では一般的には、12月に入ってから飾られる。1月には正月のしめ飾りを飾ることもあり、クリスマスが終わった後には外すことが多い。